# Trichilia reticulata
Trichilia reticulata är en tvåhjärtbladig växtart som beskrevs av Percy Wilson. Trichilia reticulata ingår i släktet Trichilia och familjen Meliaceae. Inga underarter finns listade i Catalogue of Life.